# Mapania
Mapania Aubl. é um género botânico pertencente à família Cyperaceae.
O gênero apresenta aproximadamente 160 espécies.
Na classificação taxonômica de Jussieu (1789), Mapania é o nome de um gênero botânico,  ordem  Cyperoideae,  classe Monocotyledones com estames hipogínicos.

## Sinônimo
- Thoracostachyum Kurz

## Principais espécies
- Mapania ferruginea
- Mapania macrophylla
- Mapania pycnocephala
- Mapania pycnostachya
- «PPP-Index Lista completa»